# 1948年ノースウッド空中衝突事故
1948年ノースウッド空中衝突事故（1948ねんノースウッドくうちゅうしょうとつじこ、英語: 1948 Northwood mid-air collision）は、1948年7月4日の現地時間15時3分にイギリスの首都ロンドンのノースウッド上空でイギリス空軍のノーソルト空軍基地へ向かっていたスカンジナビア航空のDC-6と、同じくノーソルト空軍基地へ向かっていたイギリス空軍第99飛行隊のアブロ ヨーク C.1が空中衝突し両機とも墜落、双方の乗員乗客39人全員が死亡した事故である。この事故はスカンジナビア航空にとって最初の重大事故であり、当時のイギリス国内で最悪の航空事故であった。

## 事故機

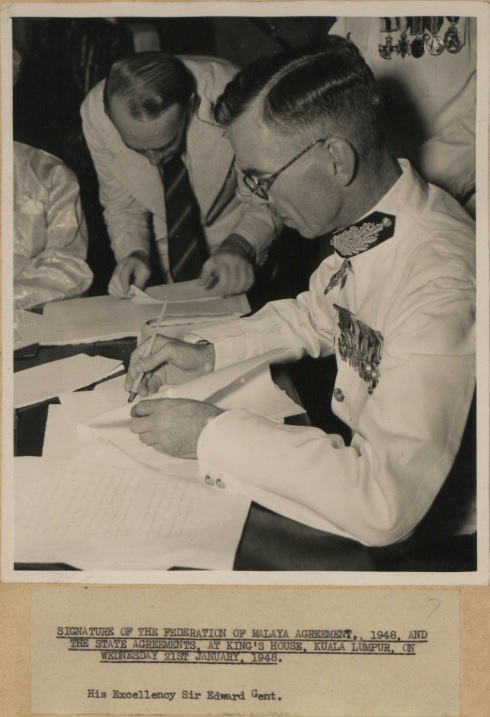
事故で犠牲となったエドワード・ゲント高等弁務官

スカンジナビア航空の便はスウェーデンのストックホルム・ブロンマ空港からオランダのアムステルダム・スキポール空港を経由しイギリスのノーソルト空軍基地へ向かう定期国際便であった。事故当日の便には1948年初頭に初飛行を行った登録記号SE-BDA、愛称Agnar VikingのDC-6が充当され、乗客25人と乗員7人の計32人が搭乗していた。
登録記号MW248のアブロ ヨーク C.1はイギリス空軍第99飛行隊が保有しており、事故当日はマルタのルア空軍基地からノーソルト空軍基地への輸送任務を遂行中であった。搭乗者は乗員6人とロンドンへ戻る途中のエドワード・ゲント連邦高等弁務官の計7人であった。

## 衝突
事故当時のノーソルト空域はスカンジナビア航空機とイギリス空軍機の他に、より高高度を飛行していた2機の計4機が飛行していた。各航空路は500フィートの間隔を持っていた。この空域は都市圏の航空交通管制により管制されており、航空交通管制は気圧測定 (QFE) を発行し航空機が高度計を同期させることを可能にしていた。また、事故当時の天候は悪かった。
現地時間14時12分、ヨーク C.1はレディング近郊のウッドリー上空で、高度5,000フィートで都市圏の管制空域への進入を許可された。14時38分、ヨーク C.1は高度5,000フィートを維持しつつノーソルトで旋回を行うことを指示された。14時45分、DC-6は高度2,500フィートへの降下許可を得た。14時50分、ヨーク C.1は高度4,000フィートへの降下許可を得た。14時52分、DC-6は「ちょうど2,500フィートを過ぎた。このまま降下を続ける。(just passed 2,500 feet; going down.)」と報告した。管制官は高度2,500フィートまでの降下許可しか与えておらず降下を続けることはできないと伝えた。

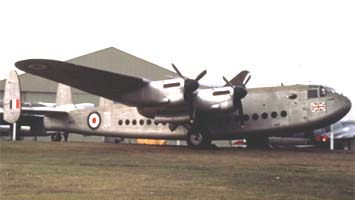
事故機の類似機体であるイギリス空軍アブロ ヨーク

DC-6の報告から3分後の14時54分に、ヨーク C.1は高度3,000フィートまで降下した。14時59分、DC-6は悪天候のためアムステルダムにダイバートすることを決定しタワー管制へこれを報告した。DC-6は管制空域離脱まで高度2,500フィートを維持することを指示された。ヨーク C.1からは14時45分以降に一切の交信がなく、15時5分に管制官はヨーク C.1に高度1,500フィートまでの降下許可を与えたが返答はなかった。
ヨーク C.1への降下許可はDC-6が衝突する可能性のある空域を抜けた1 - 2分後に与えられたが、両機ともに管制官からの最後の指示に従っていなかった。ヨーク C.1への降下許可が与えられる2分前の15時3分、ノーソルト空軍基地から北へ約6.4キロメートル（3.5海里、4.0マイル）の地点で両機は空中衝突した。民間航空省の捜査官は後に、ヨーク C.1が上昇中のDC-6の上に覆いかぶさる形で衝突したと報告した。衝突時、DC-6の右翼がヨーク C.1の胴体を切断し、ヨーク C.1は尾翼部分が脱落した。

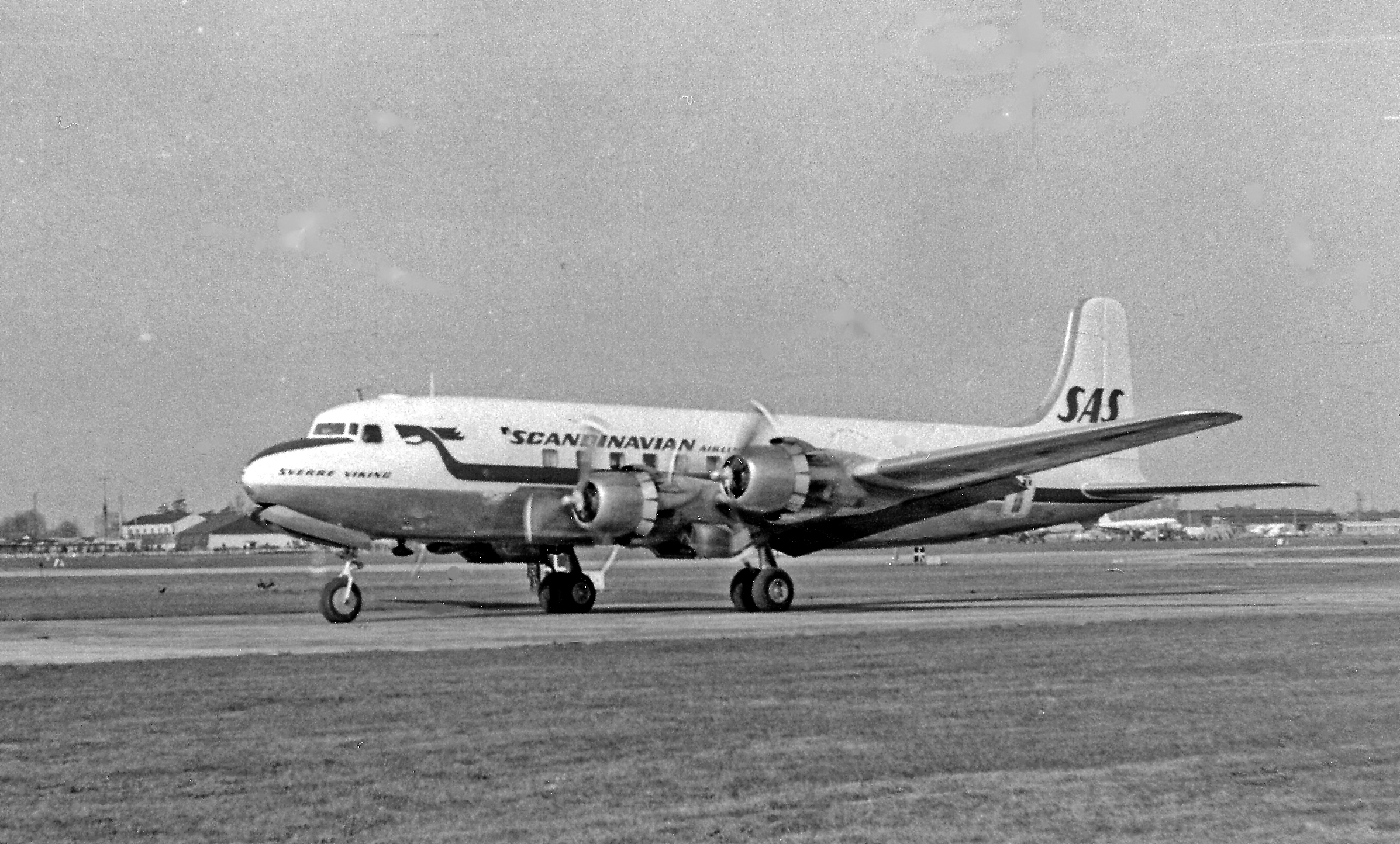
事故機と同型機のスカンジナビア航空DC-6

両機は制御不能に陥り急降下、木に衝突し大破炎上した。駆けつけた消防隊員が火災を鎮火させたが、ヨーク C.1は墜落時の衝撃で完全に大破しておりDC-6は方向舵と水平尾翼を除くほぼ全体が大破していた。ヨーク C.1の乗員6人と乗客1人、DC-6の乗員7人と乗客25人全員が死亡し、総死亡者数は39人となった。
この事故は当時のイギリス国内で最悪の航空事故であり、空中衝突としては現在においても国内最悪の航空事故である。この事故は現在国内の航空事故として15番目に重大な事故とされている。また、スカンジナビア航空にとって創業以来初の重大事故でもある。そのほか、DC-6としては4番目の全損事故であり3番目に重大な事故であった。

## 調査
事故の1週間後には公的調査が開始されることが発表され、調査はウィリアム・マクネアをトップとして1948年9月20日に開始された。
調査報告書は1949年1月21日に発表された。ある結論では、ノーソルト地区での500フィートの高度間隔では安全域が不十分であり都市圏管制空域では1,000フィートへ広げることが推奨されていた。報告書はまた、1948年5月に管制区域内の高度1,500フィート以上の航空機に導入された高度計の標準設定（地域QFF）と、1ミリバールの気圧を設定する際の誤差によって28フィートの誤差を生んだことを論じている。

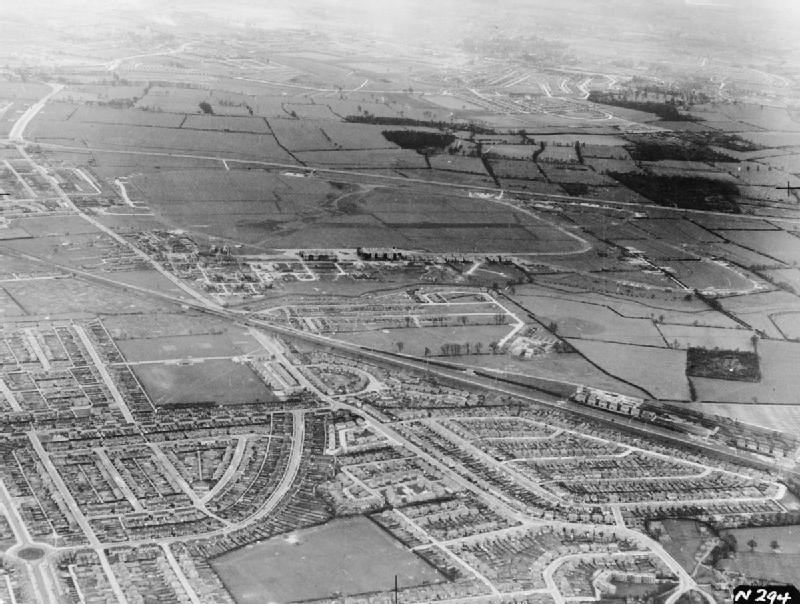
1940年代のノーソルト空軍基地周辺の空撮写真

航空交通管制システムが満足のいくものであるとの調査は満足されたが、それは事故の一因となったかもしれない3つの運用上の誤りを引き起こした。具体的には、航空交通管制が地域QFFとしてパイロットによって解釈されたかもしれない地元QFFをイギリス空軍機に伝えたこと、航空交通管制がスケジュールに従って地域QFFを送信しなかったこと、スカンジナビア航空機の乗員への不完全なQFFの送信を行ったことの3つが強調された。
裁判所はスカンジナビア航空機の乗員の高度入力間違いの証拠を認めなかったが、誤ったQFFによって高度計が1ミリバール間違っていた可能性を指摘した。また、適切な無線通信手順に従わなかったという証拠があったが、それはおそらく事故の要因とは無関係であった。報告書は、イギリス空軍機の高度計が地域QFFよりもずっと高く設定されていた可能性が高いと述べた。これは以前に送信された誤ったQFFを使用したか、高度計が依然として標準の平均海面気圧に設定されていたことが原因であるとされている。
結局、どの証拠も衝突の原因を確立するまでには至らなかった。しかし、調査裁判所の見解では原因はおそらく上記の要因の内のいずれか1つが原因であるとしている。また、航空交通システムは満足のいくものであったが、関与した手順のすべてが手順通り正しく行われたようには見えなかったことにも留意し、以下の一連の推奨事項が発表された。
- 地域QFFの放送は時間通りにそして優先事項としてなされるべきである。
- 管理区域へのすべての通行許可には地域QFFが含まれるべきであり、地元QFFの測定値を与えてはならない。
- 高度計設定メッセージは混乱を避けるために自分自身で送信し、他のメッセージに含めてはならない。
- 航空交通手順はすべての利用者に一律に適用可能であるべきである。
- 航空管制官は定期的に検査されるべきである。
- 将来の地域QFFと現在のQFFを混同する可能性がないことを確認すること。
- イギリス空軍の乗員は、都市圏管制空域での手続きに関するより多くの情報を与えられるべきである。

当時、航空管制では飛行高度の問題について議論がなされていた。これは主に着氷の問題に焦点を当てていたが、この事故により航空機間の高度間隔が狭すぎるというリスクに目を向けさせることとなった。調査が終了した1948年11月、民間航空省は管制区域内の航空機間の高度間隔を500フィートから1,000フィートへ広げた。